# A dead violet
A dead violet (vertaling: een dood viooltje) is een compositie van Frank Bridge. Het is een toonzetting van het gedicht On a faded violet/ On a dead violet van Percy Bysshe Shelley. Een jaar eerder had Bridge ook al een gedicht van die dichter omgezet tot een lied: A dirge. Beide stukken voor zangstem en piano gingen samen met Night lies on the silent highways in première op 6 december 1904 met F.Aubrey Millward als bariton tijdens een Parent’s Fundconcert.
Tekst:

The odor from the flower is gone

Which like thy kisses breathed on me; 

The color from the flower is flown

Which glowed of thee and only thee! 

A shrivelled, lifeless, vacant form, 

It lies on my abandoned breast; 

And mocks the heart, which yet is warm, 

With cold and silent rest. 

I weep--my tears revive it not; 

I sigh--it breathes no more on me: 

Its mute and uncomplaining lot

Is such as mine should be. 

## Discografie
- Uitgave Dutton Vocalion: Daniel Tong (piano) en Ivan Ludlow (bariton)